# Asclepias crispa
Asclepias crispa là một loài thực vật có hoa trong họ La bố ma. Loài này được P.J.Bergius mô tả khoa học đầu tiên năm 1767.